# 1979 în științifico-fantastic
- 1978 în științifico-fantastic — 1979 în științifico-fantastic — 1980 în științifico-fantastic

1979 în științifico-fantastic a implicat o serie de evenimente:
- Au avut premiera mai multe filme notabile Alien, Mad Max, Star Trek: Filmul care au avut numeroase continuări

## Nașteri și decese

### Nașteri
- Tobias S. Buckell
- Dmitri Gluhovski
- Maike Hallmann
- Fonda Lee
- Yoon Ha Lee
- Emily St. John Mandel
- George Mann

### Decese
- Carl L. Biemiller (n. 1912)
- Werner Illing (n. 1895)
- Alexander Key (n. 1904)
- Lasar Lagin (n. 1903)
- Tommaso Landolfi (n. 1908)
- Ed Earl Repp (n. 1901)
- Arno Schmidt (n. 1914)
- Jeff Sutton  (n. 1913)

## Cărți
- Barlowe's Guide to Extraterrestrials de  Wayne Barlowe, Ian Summers și Beth Meacham
- Civilizații extraterestre, carte de popularizare a științei scrisă de Isaac Asimov
- The Encyclopedia of Science Fiction, enciclopedie, o lucrare de referință în limba engleză a literaturii științifico-fantastice și a ficțiunii speculative în general

### Romane
- Alien: Al 8-lea pasager de Alan Dean Foster
- The Face  de Jack Vance
- Fântânile Paradisului de Arthur C. Clarke
- The Jesus Incident  de Frank Herbert și  Bill Ransom
- Naufragiu la Thule (Brodolom kod Thule) de Predrag Raos
- Povestea fără sfârșit de Michael Ende
- Soarele subteran de A. E. van Vogt

### Colecții de povestiri
- Ambulance Ship de James White, parte a seriei Sector General
- The Best of Avram Davidson de Avram Davidson
- Convergent Series de Larry Niven
- Exiles on Asperus de John Wyndham
- Iarna bărbaților de Ștefan Bănulescu, volum de nuvele fantastice, versiunea definitivă, Editura Eminescu
- Isaac Asimov Presents The Great SF Stories 1 (1939)  și Isaac Asimov Presents The Great SF Stories 1 (1940)
- Himera de Gheorghe Săsărman
- The Spirit of Dorsai de Gordon R. Dickson

### Povestiri
- "Frogs and Scientists" de Frank Herbert
- "The Exit Door Leads In" de Philip K. Dick
- "giANTS" de Edward Bryant
- "The Last Defender of Camelot" de Roger Zelazny
- "Maimuțoii credeau că totu-i o distracție" de Orson Scott Card
- „Regii nisipurilor” de George R. R. Martin.

## Filme
| Titlu                         | Regizor          | Distribuție                                                                           | Țara                                                                               | Sub-Gen /Note |
| ----------------------------- | ---------------- | ------------------------------------------------------------------------------------- | ---------------------------------------------------------------------------------- | ------------- |
| Alien                         | Ridley Scott     | Tom Skerritt, Sigourney Weaver, Yaphet Kotto, Harry Dean Stanton, John Hurt, Ian Holm | Regatul Unit al Marii Britanii și al Irlandei de Nord · Statele Unite ale Americii | [ 2 ]         |
| The Alien Encounters          | Edward Hunt      | Helen Shaver, Kurt Schiegl                                                            | Canada                                                                             |               |
| The Black Hole                | Gary Nelson      | Maximilian Schell, Anthony Perkins, Robert Forster, Joseph Bottoms, Yvette Mimieux    | Statele Unite ale Americii                                                         |               |
| The Brood                     | David Cronenberg | Oliver Reed, Samantha Eggar, Art Hindle                                               | Canada                                                                             |               |
| The Dark                      | John Cardos      | William Devane, Cathy Lee Crosby, Richard Jaeckel                                     | Statele Unite ale Americii                                                         |               |
| G.I. Samurai                  | Kosei Saito      | Sonny Chiba, Isao Natsuki, Miyuki Ono                                                 | Japonia                                                                            |               |
| Island of Mutations           | Sergio Martino   | Claudio Cassinelli, Richard Johnson, Barbara Bach                                     | Italia                                                                             |               |
| Mad Max                       | George Miller    | Mel Gibson, Joanne Samuel, Hugh Keays-Byrne                                           | Australia                                                                          |               |
| Meteor                        | Ronald Neame     | Sean Connery, Natalie Wood, Karl Malden, Brian Keith, Martin Landau, Henry Fonda      | Statele Unite ale Americii                                                         |               |
| Moonraker                     | Lewis Gilbert    | Roger Moore, Lois Chiles, Michel Lonsdale                                             | Regatul Unit al Marii Britanii și al Irlandei de Nord · Franța                     |               |
| Quintet                       | Robert Altman    | Paul Newman, Vittorio Gassman, Fernando Rey                                           | Statele Unite ale Americii                                                         |               |
| Stalker                       | Andrei Tarkovsky | Alexander Kaidanovsky, Anatoli Solonitsyn, Nikolai Grinko                             | Uniunea Republicilor Sovietice Socialiste                                          |               |
| Star Trek: The Motion Picture | Robert Wise      | William Shatner, Leonard Nimoy, DeForest Kelley, Persis Khambatta, Stephen Collins    | Statele Unite ale Americii                                                         |               |
| Starcrash                     | Luigi Cozzi      | Marjoe Gortner, Caroline Munro, Christopher Plummer, David Hasselhoff, Joe Spinell    | Italia · Statele Unite ale Americii                                                |               |
| Time After Time               | Nicholas Meyer   | Malcolm McDowell, David Warner, Mary Steenburgen                                      | Statele Unite ale Americii                                                         |               |
| Unidentified Flying Oddball   | Russ Mayberry    | Dennis Dugan, Sheila White, Jim Dale, Ron Moody, Kenneth More                         | Regatul Unit al Marii Britanii și al Irlandei de Nord                              |               |
|                               |                  |                                                                                       |                                                                                    |               |

## Premii

### Premiul Hugo
Premiile Hugo decernate la Worldcon pentru cele mai bune lucrări apărute în anul precedent:
- Premiul Hugo pentru cel mai bun roman:[3] Dreamsnake de Vonda N. McIntyre
- Premiul Hugo pentru cea mai bună povestire:
- Premiul Hugo pentru cea mai bună prezentare dramatică:
- Premiul Hugo pentru cea mai bună revistă profesionistă:
- Premiul Hugo pentru cel mai bun fanzin:

### Premiul Nebula
Premiile Nebula acordate de Science Fiction and Fantasy Writers of America pentru cele mai bune lucrări apărute în anul precedent:
- Premiul Nebula pentru cel mai bun roman:[4] Fântânile Paradisului de Arthur C. Clarke
- Premiul Nebula pentru cea mai bună nuvelă:
- Premiul Nebula pentru cea mai bună povestire:

### Premiul Saturn
Premiile Saturn sunt acordate de Academy of Science Fiction, Fantasy and Horror Films:
- Premiul Saturn pentru cel mai bun film științifico-fantastic: Alien, regizat de Ridley Scott